# 沙子坡老君观
沙子坡老君观位于河北省张家口市蔚县暖泉古镇北部，座落在沙子坡村东北的一块土丘上，主要由戏楼、山门、前殿、后殿四个建筑组成。2013年5月，该建筑被中华人民共和国国务院列入第七批全国重点文物保护单位。